# Contract Manufacturing Organization
Eine Contract Manufacturing Organization (CMO, engl.) wird in der pharmazeutischen Industrie ein Vertragshersteller genannt, der im Auftrag eines pharmazeutischen Unternehmens verschiedene Zwischenprodukte eines Arzneimittels oder das finale Produkt herstellt.
Contract Manufacturing Organizations haben sich neben der Contract Research Organization (engl. für Auftragsforschungsinstitut) in der pharmazeutischen Industrie etabliert und werden dazu genutzt, um verschiedene Verfahrensschritte in der Herstellung eines Arzneiproduktes auszulagern. Neben der reinen Herstellung eines Produktes bieten einige Firmen bereits Unterstützung in der Forschung und Entwicklung wie Synthese, Formulierungsentwicklung, Stabilitätsstudien oder im Transfer vom Laborprozess in die großtechnische Anlage (engl. scale-up) an. Diese werden Contract Development and Manufacturing Organization (CDMO, engl. für Vertragshersteller und -entwickler) genannt.
Im Jahr 2011 lag der weltweite Umsatz von Vertragsherstellern für die pharmazeutische Industrie bei 31,9 Mrd. USD, während für das Jahr 2017 ein Anwachsen auf 63 Mrd. USD prognostiziert wird.
Zu den nach Umsatz (2020) größten CMOs zählen unter anderem Samsung Biologics, Lonza oder Boehringer Ingelheim.

## Vor- und Nachteile von CMOs
Vertragshersteller werden speziell in Anspruch genommen, um Kapazitätsprobleme in den eigenen Werken zu umgehen oder auch aus der Tatsache heraus, dass dieses ausgelagerte Produkt bereits am Ende des Projektzyklus angekommen ist. Dadurch können auch interne Ressourcen besser eingeplant werden. Am Beginn der Auswahl eines Vertragherstellers ist jedoch eine Risikoanalyse (engl. due-diligence) notwendig, um eventuell auftretende Risiken möglichst zu minimieren. Punkte wie die Verwendung von entsprechenden Qualitätssystemen, erfolgreichen Audits durch Gesundheitsbehörden (wie z. B. der US-amerikanischen Gesundheitsbehörde FDA) oder auch Risiken durch eventuell auftretende Sprachbarrieren müssen am Beginn der Auswahl eines Vertragsherstellers abgeklärt werden.
Vertragshersteller ihrerseits können durch die Auftragsherstellung von verschiedenen Zwischenstufen eines Arzneimittels in die Abhängigkeit ihres Auftraggebers geraten. Durch die Marktmacht ihres Auftraggebers können zum Beispiel große Preisnachlässe gefordert werden. Produkte mit niedrigen Stückzahlen (wie z. B. Orphan-Arzneimittel) oder Generika sowie Umstellungen in der Effizienz von Fertigungsprozessen können zu Herausforderungen für CMOs heranwachsen.